# Jean Brouchin
Jean Brouchin, né le 14 juin 1920 à Dax (Landes) et mort le 23 novembre 1944 à Travexin (Vosges), est un joueur français de football, ayant évolué à la JAB de Pau.
Après des études à Gelos et au Lycée Louis-Barthou, Brouchin se destinait à devenir vétérinaire. Le stade de la Jeanne d'Arc Le Béarn est nommé en son honneur depuis 1944.
Le stade est rebaptisé Stade Jean Larqué en juin 2023, à l'occasion des 120 ans du club.

## Biographie
Dacquois de naissance, Jean Brouchin effectue l'intégralité de sa carrière à la JAB de Pau. Brouchin évolue notamment aux côtés de Jean Larqué, futur père de Jean-Michel Larqué.
Jean Brouchin est décédé le 23 novembre 1944 âgé de 24 ans, et trouva une mort glorieuse au front à Travexin. 

## Postérité
Le stade est renommé en hommage à ce jabiste tombé au champ d'honneur. Brouchin fut un attaquant de classe à la JAB au début des années 1940.
Les obsèques de Jean Brouchin, jabiste mort pour la France, sont célébrées à Bizanos le 23 décembre 1944. À cette occasion, tous les membres de la J.A.B. se sont réunis pour honorer sa mémoire, lui qui fut un dirigeant dévoué et infatigable. Un de ses amis intimes, Jean Larqué, père de Jean-Michel Larqué, lui rendit un hommage émouvant et demanda que son nom soit gravé sur la plaque commémorative des morts de la guerre, juste avant le match J.A.B. - Pardies-Monein. Au nom des « Jeunes de Bizanos », patronage à l'origine de l'Avenir de Bizanos, M. l'abbé Teurnerie demande à M. l'abbé Lajus, représentant le patronage Saint-Martin, propriétaire du « Stade de l'avenue de Barèges », que ce stade prenne alors le nom de « Stade Jean Brouchin ».